# YES (矢沢永吉のアルバム)
『YES』（イエス）は矢沢永吉25作目のスタジオ・アルバム。
1997年8月8日発売。

## 解説
「だから、抱いてくれ」「China Girl」「しなやかな獣たち」「Still」「Monkey Game」「Moon Light Song」の6曲は、日本でレコーディングされた。コンピュータ・プログラミングを矢沢自ら手掛けた他、ギターに今剛と山本恭司、ベース・美久月千晴、キーボード・厚見玲衣、ドラム・小田原豊といった豪華ミュージシャンがバックを務めた。
「DANCIN' CRAZY」「こんなにも」「心の言葉」「ピリオド」「想いがあふれたら」の5曲はジョージ・マクファーレンとの共同プロデュースによりロンドンでレコーディングされた。
初回パッケージはスリーブケース仕様となっている。

## 収録曲
| 全作詞: 高橋研、全作曲: 矢沢永吉。 |                        |        |            |      |
| #                                  | タイトル               | 作詞   | 作曲・編曲 | 時間 |
| 1.                                 | 「だから、抱いてくれ」 | 高橋研 | 矢沢永吉   | 4:36 |
| 2.                                 | 「China Girl」         | 高橋研 | 矢沢永吉   | 4:35 |
| 3.                                 | 「しなやかな獣たち」   | 高橋研 | 矢沢永吉   | 4:37 |
| 4.                                 | 「Still」              | 高橋研 | 矢沢永吉   | 4:47 |
| 5.                                 | 「DANCIN' CRAZY」      | 高橋研 | 矢沢永吉   | 4:18 |
| 6.                                 | 「こんなにも」         | 高橋研 | 矢沢永吉   | 3:57 |
| 7.                                 | 「心の言葉」           | 高橋研 | 矢沢永吉   | 4:17 |
| 8.                                 | 「ピリオド」           | 高橋研 | 矢沢永吉   | 3:42 |
| 9.                                 | 「想いがあふれたら」   | 高橋研 | 矢沢永吉   | 4:37 |
| 10.                                | 「Monkey Game」        | 高橋研 | 矢沢永吉   | 4:39 |
| 11.                                | 「Moon Light Song」    | 高橋研 | 矢沢永吉   | 4:17 |
| 合計時間:                          | 合計時間:              | 48:22  |            |      |

### 楽曲解説
1. だから、抱いてくれ
2. China Girl
3. しなやかな獣たち
  - 日産『ラルゴ ハイウェイスターツーリング』CMソング
4. Still
  - 資生堂『ピエヌ』CMソング。リカットシングルとヴァージョンが異なる。
5. DANCIN' CRAZY
6. こんなにも
7. 心の言葉
8. ピリオド
9. 想いがあふれたら
10. Monkey Game
11. Moon Light Song